# Петракова Тетяна
Тетяна Петракова (нар. 1 серпня 1985, м. Єнакієве, Донецька область) — громадський діяч, Людина Року у номінації «Нова Генерація», головний редактор журналу Ukrainian People та телеведуча. Автор 500 соціальних проєктів, серед яких: енциклопедія дитячих талантів «Найвидатніші діти України», фестиваль «Діти за Майбутнє України», премія «100 українців» та освітні форуми для батьків «Безпечний світ дитини».

## Освіта
У 2008 році закінчила Східноукраїнський національний університет ім. В. Даля, факультет масових комунікацій, магістр журналістики.
У 2014 році здобула другу вищу освіту на факультеті психології у Східноукраїнському національному університеті ім. В. Даля.

## Видавнича діяльність

### Журнал Ukrainian People
Журнал «Ukrainian People»  — був створений в 2014 році, отримавши грант від УВКБ ООН на відновлення бізнесу в результаті війни на Сході України, а також інформаційної підтримка та реалізації соціальних проєктів для дітей зі Сходу України. Видання також підтримало та реалізувало безліч благодійних проєктів, серед яких, зокрема, щорічна премія «100 успішних українок».

### Енциклопедія дитячих талантів
«Енциклопедія дитячих талантів»— перший проєкт, який розповідає про талановитих дітей та їх досягнення в сфері вокалу, спорту, танцях, інтелектуальних здібностях. Видання створено для підтримки та популяризації дитячої творчості. Щороку в книзі беруть участь понад 300 дітей, які нагороджуються також спеціальними відзнаками «Найвидатніші діти» в рамках презентації книги.

## Громадська діяльність

### Освітні форуми для батьків «Безпечний світ дитини»
Одна з перших ініціювала проведення освітніх форумів для батьків і дітей в Україні, на яких почали підніматися питання безпеки, кібербезпеки та правового виховання дітей як домашньому колі, так і в шкільному середовищі.
| «Безпечний світ дитини повинен стати пріоритетом не тільки для батьків, а й для шкільної програми» (Т. Петракова)[25] |

### Автор фестивалю «Діти за майбутнє України»
Щорічний фестиваль «Діти за майбутнє України» був заснований у 2014 році для підтримки дітей зі Сходу України, які постраждали в результаті бойових подій. За роки свого існування об'єднав понад 5000 обдарованих дітей. Головна мета проєкту полягає у підтримці творчого потенціалу молоді і долучення дітей до культурного та національного багатства країни. Проєкт «Діти за майбутнє України» одержав підтримку з боку відомих митців, міжнародних та українських громадських організацій, Міжнародної дипломатичної ради в Україні та зірок української естради.

### Автор фестивалю «Надія Нації»
Головна ідея щорічного фестивалю «Надія Нації» полягає у створенні потужної платформи для розвитку дитячої творчості та патріотичного виховання дітей. В рамках фестивалю «Надія Нації» діти-учасники проєкту співають, танцюють, беруть участь у патріотичних постановах.

### Премія «100 успішних Українок»
Премія об'єднує успішних українських жінок у різних сферах та підкреслює їхню роль у формуванні благополучної України.

### Проєкт «Бізнес Старт. Керівництво до дії»
У 2016 році в Американському домі було реалізовано проєкт «Бізнес Старт. Керівництво до дії» для власників бізнесу, які були вимушені виїхали з зони конфлікту на Сході України та анексованого Криму. В рамках проєкту більше ніж 200 підприємців отримали нові знання та поради від найкращих спеціалістів України в сфері підприємницької діяльності.

### Благодійна акція «Збери портфель до школи»
Щорічний проєкт, який спрямований на допомогу дітям, постраждалим від бойових дій в зоні АТО, отримати необхідні шкільні приладдя перед початком нового навчального року.

### Особливі рекорди для України
У 2020 році, в рамках VI фестиваль «Діти за майбутнє України», були встановлені два особливих рекорди, щоби привернути увагу до дітей з інвалідністю.

| «Відношення до особливих дітей в нашому суспільстві не відповідає європейському цивілізованому ставленню»[40] |

## Робота на телебаченні
Ведуча авторської програми «Правдиві історії АТО з Тетяною Петраковою» на телеканалі RTI (2017—2018).
Експерт на українському ток-шоу «Говорить Україна» на телеканалі «Україна».
Експерт передачі «Психологія дня з Вадимом Колесниковим» на телеканалі ́NewsOne (2015—2017).

## Нагороди
- Людина року 2018 в номінації «Нова Генерація»[46][47];
- Отримала премію «Мати року 2017»[48][49][50][51] в Загальнонаціональній премії «Мати року» від благодійного фонду «Стрічка Надії»;
- Занесена в національний реєстр рекордів України[52], в рекорді «Найбільша кількість дитячих побажань на карті України» (2017 р.), встановлення рекорду проходило міжнародному конгрес-центрі Український дім[53];
- Отримала знак народної пошани Орден «Єдності та волі»[54] за мужність, патріотизм, громадську активність та високий професіоналізм, виявлені у боротьбі за єдність та незалежність України від Всеукраїнського об'єднання «Країна»;
- Нагороджена медаллю «За Заслуги» від фонду підтримки Національної безпеки України.

## Сім'я
Одружена з Едуардом Петраковим. Виховують доньку Стефанію.